# Concert de gala à Venise
Concert de gala à Venise ou Concert de dames au Casino dei Filarmonici est un tableau du peintre vénitien Francesco Guardi, réalisé à l'huile sur toile. L'œuvre, datant de 1782, est conservée à Munich, à l'Alte Pinakothek.

## Sujet
Guardi a été chargé par le Sénat de Venise de documenter la visite du grand-duc et de la duchesse russes en janvier 1782. Le chœur et l’orchestre de l'Ospedale della Pietà ont donné un concert pour les invités d’État, représentés assis à l’opposé de la galerie, dans une salle de l’Ancien Bureau des procurateurs.